# Stadtpark (Prudnik)

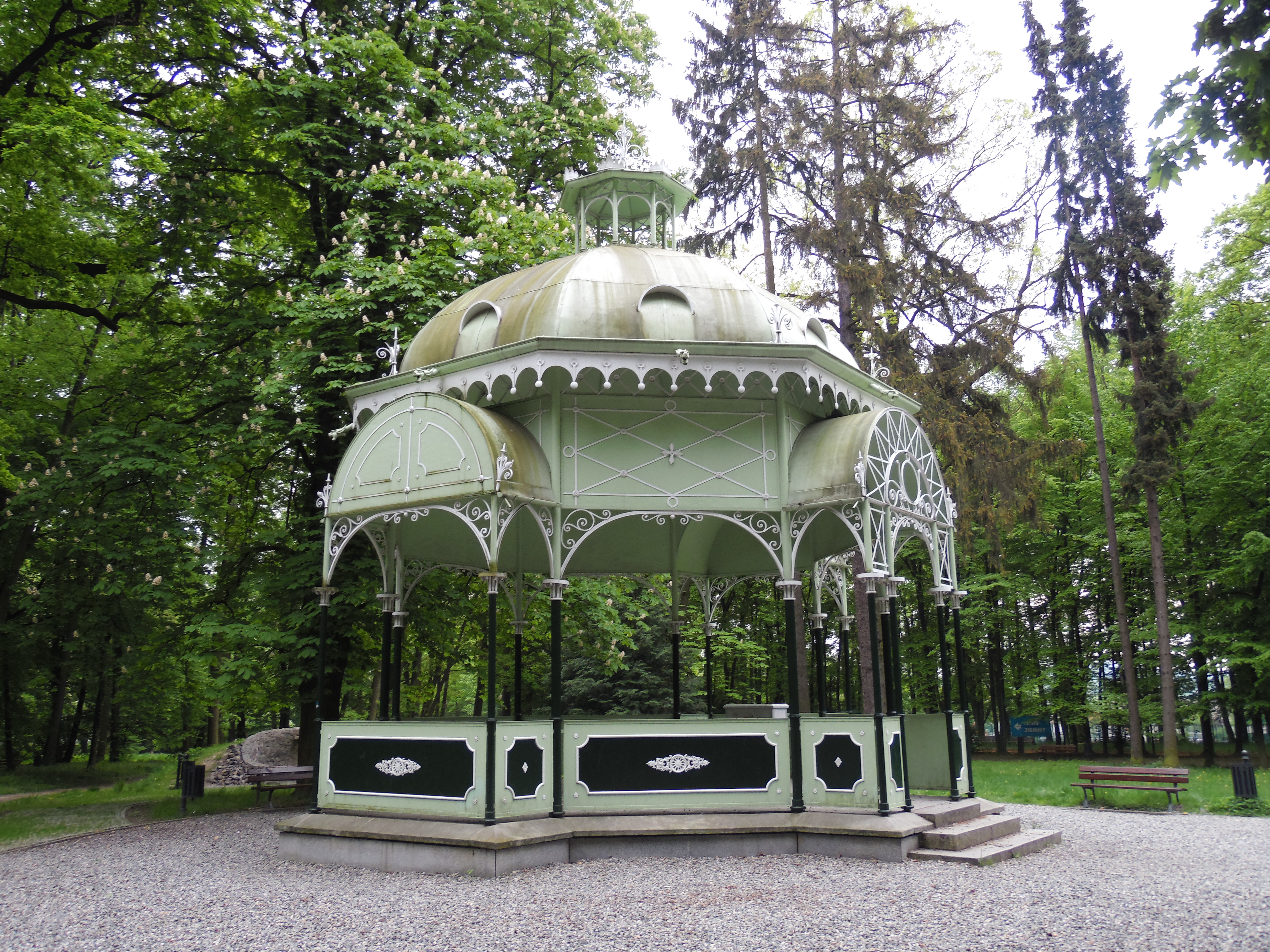
Musikpavillon

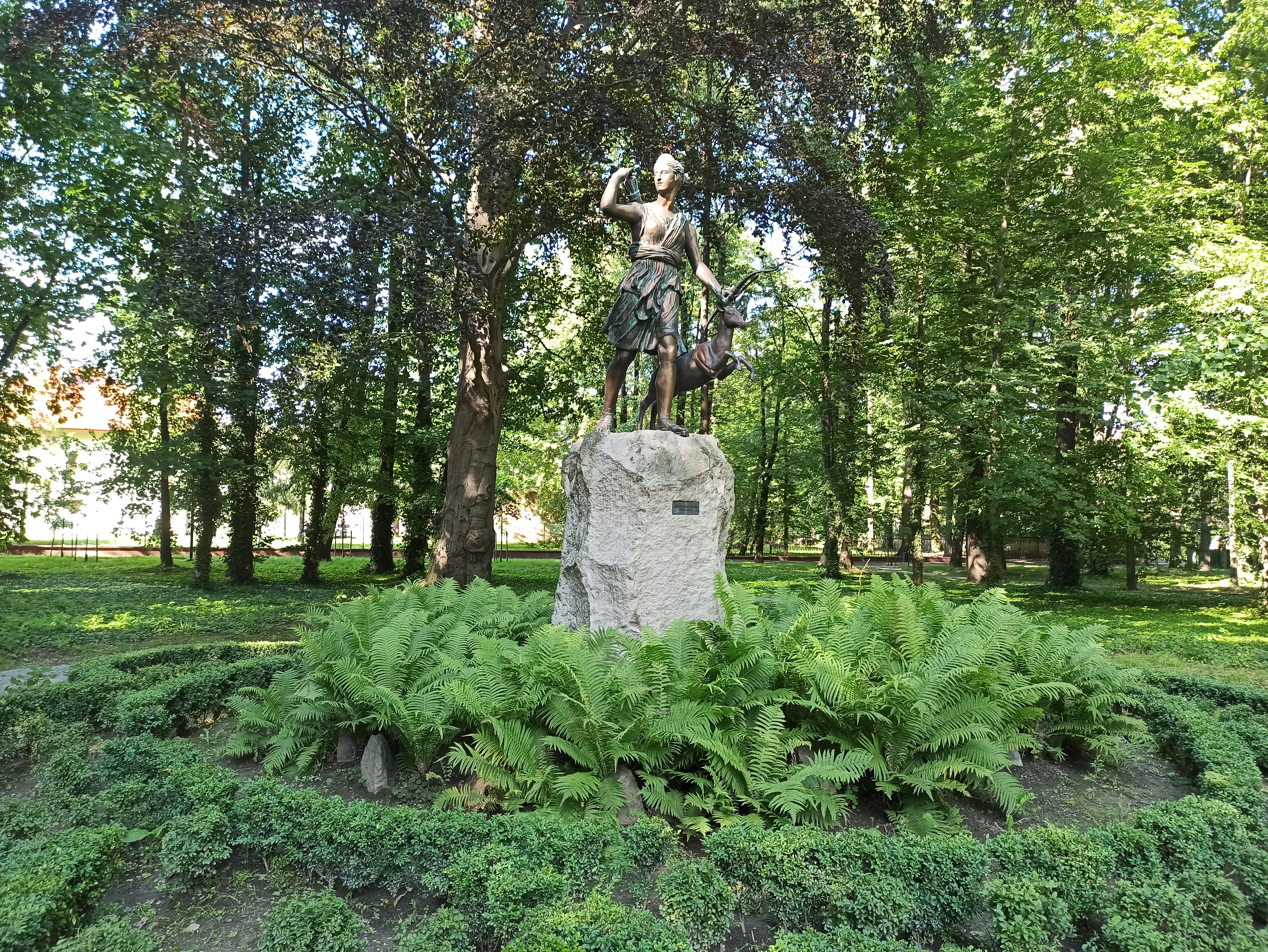
Diana von Versailles

Der Stadtpark (polnisch Park Miejski) ist ein 11,5 Hektar großer Park im Zentrum der oberschlesischen Stadt Prudnik (Neustadt). Der älteste Teil des Parks wurde 1884 angelegt.

## Geschichte
Der Park wurde 1884–1886 auf Initiative und Mittel des Neustädter Stadtverschönerungsvereins und der Familie Fränkel gegründet. Inspektor Fox gestaltete das Gelände im Landschaftsstil, bedeckt von einem dichten Gassennetz mit abgegrenzten Plätzen. Die Pflanzungen variierten in Dichte und Höhe. In den folgenden Jahren wurden auf den abgesteckten Plätzen kleine Architekturobjekte und Denkmäler errichtet. Der Haupteingang des Parks, Ecke ul. Parkowa und Mickiewicza führten neben dem zentralen Brunnen. Daneben befindet sich eine Steinbank (derzeit nicht erhalten), die 1903 von Hermann Fränkel gestiftet wurde, und ein Obelisk zum Gedenken an die Opfer des Deutsch-Französischen Krieges. Das Denkmal wurde am 21. Oktober 1888 enthüllt. Auf einem hohen Sockel befand sich ein vierseitiger Obelisk mit einer Statue eines preußischen Adlers. Das Denkmal wurde nach dem Zweiten Weltkrieg umgestaltet: Die Plaketten und Motive, die mit seiner preußischen Herkunft in Verbindung standen, verschwanden, und auf dem Sockel mit abgesenktem Obelisk wurden 1960 Inschriften angebracht, um an "700 Jahre Prudnik" und "1000 Jahre polnischer Staat" zu erinnern. Westlich davon, auf dem Fränkel-Platz, errichteten sie 1887 einen durchbrochenen Musikpavillon und 1911 eine bronzene Dianastatue auf einem Sockel in Form eines Findlings. Die Skulptur wurde von Albert Fränkel gefördert.
Der Stadtpark steht seit 1983 unter Denkmalschutz.